# Шестакова Тетяна Василівна
Шестакова Тетяна Василівна — українська режисерка та акторка. Член Національної спілки кінематографістів України.
Народилася 26 червня 1932 р. в Києві. Закінчила Київський технологічний інститут легкої промисловості (1958). До 1991 р. працювала на студії «Київнаукфільм».

## Фільмографія
Створила стрічки:
- «Конструювання роботів» (1987),
- «Циркульні криві» (1988),
- «Виробництво і зберігання плодоовочевих продуктів»,
- «Здоровий ріст і куріння несумісні» (1989) та ін.

Знялась у телефільмах:
- «Десь гримить війна»,
- «Ненаглядний мій» (Фаїна).